# Хронологија радничког покрета и КПЈ 1930.
| претходна целина: ◄ 1920—1929. |                              |
| Хронологија радничког покрета и Комунистичке партије Југославије током 1930-их 1930. 1931. 1932. 1933. 1934. 1935. 1936. 1937. 1938. 1939. | следећа целина: 1940—1949. ► |

Хронолошки преглед важнијих догађаја везаних за Раднички покрет Југославије и Комунистичку партију Југославије (КПЈ), као и општа политичка дешавања која су се догодила у Краљевини Југославији током 1930. године.
| Јануар Фебруар Март Април Мај Јун Јул Август Септембар Октобар Новембар Децембар |

## Јануар

#### почетак јануара
- Поводом годишњице увођења „шестојануарске диктатуре” у Југославији, Централни комитет КПЈ издао Проглас под називом Радницима, сељацима, војницима и угњетеним народнима Југославије у коме је изнета тешка ситуација у земљи и дат детаљан преглед о прогону комуниста и њиховим мучењима у полицијским и судским затворима, као и затворима где су издржавали затворске казне. Истим поводом, Централни комитет СКОЈ је издао Проглас под називом Радном народу вароши и села свих нација Југославије.[1]

#### 9. јануар
- Одржано саветовање представника Комунистичке партије Југославије и Комунистичке партије Италије. Делегацију КП Југославије сачињавали су — Ђуро Салај, Милан Горкић и Филип Филиповић, чланови ЦК КПЈ и Вилим Хорвај, представник ЦК СКОЈ, док су делегацију КП Италије сачињавали Луиђи Лонго и Миха Радолович.[1]

#### 21. јануар
- У Београду Државни суд за заштиту државе осудио на вишегодишње затворске казне 14 од укупно 20 оптужених чланова КПЈ и СКОЈ из Ниша, Зајечара, Лесковца и Пирота, који су били ухапшени маја 1929, након акције растурања Првомајског летка ЦК КПЈ. Међу осуђенима су били — Станко Пауновић на 16 година, Милан Маринковић на 15 година, Савка Тасић на 10 година, Риста Колицић на 8 година, Димитрије Стојиљковић и Илија Миловановић на 6 година и др.[1][2]

#### 25. јануар
- У Београду Државни суд за заштиту државе, након расправе која је вођена од 21. до 25. јануара, осудио на вишегодишње затворске седморо комуниста из Марибора. Првооптужени Милан Барл, који је обављао дужност главног курира КПЈ између Загреба и Беча, осуђен је на десет година затвора, док је Албин Брезник, секретар мариборског партијског округа, који је био организатор илегалног канала преко Шентиља и Селнице поред Муре осуђен на шест година. Брезникова супруга Марија била је осуђена на три године, док су Фрања Топлак, Јакоб Кебрић и Иван Рошкар, осуђени на две године, а Рудолф Штраус на једну годину затвора.[1][3]

## Фебруар

#### 14. фебруар
- На основу одлуке Министарства правде, од 11. фебруара група политичких затвореника-комуниста, у којој су били — Моша Пијаде, Лајош Чаки, Петар Грубор и Коста Чипчић, пребачена из затвора у Сремској Митровици у затвор у Лепоглави. Овим премештањем био је осујећен штрајк глађу који су они припремали у сремскомитровачком затвору. У току јула месеца из сремскомитровачког затвора у Лепоглаву су пребачене још две групе политичких затвореника-комуниста.[4]

#### 17. фебруар
- У Љубљани, органи београдске полиције ухапсили групу комуниста у којој су били Едвард Кардељ, Алојз Михелчич, Антон Хафнер и Мартин Кович. Кардељ је у то време био секретар Покрајинског комитета СКОЈ-а за Словенију и налазио се на непосредној вези са делом Бироа ЦК КПЈ. Овој групи суђено је пред Државним судом за заштиту државе у Београду 18. септембра 1930. године.[5]

#### у току фебруар
- У Југославију из Москве илегално дошао Јосип Колумбо, нови секретар Централног комитета Савеза комунистичке омладине Југославије (СКОЈ), који је одмах по доласку у Загребу приступио обнављању скојевских организација и оживљавању њиховог рада. На овом раду је и погинуо, 14. августа када је заједно са Пером Поповићем Агом, упао у полицијску заседу у Загребу.[5]

## Март

#### 6. март
- У Београду Државни суд за заштиту државе, након суђења које је трајало од 20. до 28. фебруара, на вишегодишње затворске казне због комунистичке делатности осудио функционере и чланове КПЈ и СКОЈ, ухапшене у августовској провали 1929. у Београду. На процесу је оптужено 29 лица, док је на временске казне осуђено њих 13, међу којима су били — Момчило Ђорђевић на 12 година; Антун Фестини на 10 година (умро током издражавања казне 21. септембра 1931); Бранко Соларић, Вукола Дабић и Иван Милутиновић на 6 година; Марко Орешковић на 5 година; Антон Клеменчић на 4 године; Драгутин Петровић на 2 године; Радослав Љумовић, Драгутин Костић и Данило Раушевић на 1 годину и Сретен Жујовић на шест месеци. Такође, на овом процесу је на 10 година затвора у одсуству осуђен Гојко Самарџић, који је 21. јануара побегао из притвора, док су се  међу ослобођенима од оптужбе налазили — Рајко Јовановић, Лабуд Кусовац, Веселин Маслеша и др.[6][7]

#### 10. март
- У Бечу, од 10. до 13. марта, одржана проширена седница Политбироа Централног комитета КП Југославије и представника Извршног комитета Коминтерне. На седници су поднети следећи извештаји — о раду Политбироа у земљи, о раду иностраног бироа, о раду Балканске комунистичке федерације, о економској и политичкој ситуацији у Југославији, о припремама за Први мај, о синдикалним питањима и припремама за Конгрес Црвене синдикалне интернационале, о омладинском питању и Црвеној помоћи.[5]

#### 21. март
- У Београду Државни суд за заштиту државе, након суђења које је трајало од 3. до 13. марта, на вишегодишње затворске казне због комунистичке делатности осудио петнаесторо комуниста из Сарајева, међу којима су били — Огњен Прица на 7 година, Бранко Бујић и Ката Говорушић на 5 година, Владимир Божовић на 4 године, Василије Тошић и Петар Пешут на 3 године и др.[5][8]

## Април

#### 14. април
- У Београду Државни суд за заштиту државе, на затворске казне, због комунистичке делатности, осудио групу комуниста из Љубљане, међу којима се налазио Борис Кидрич, који је као малолетник осуђен на годину дана строгог затвора.[5]

#### 19. април
- У Цетињу, у згради Среског начелства, убијен Марко Машановић (1894—1930), члан Политбироа Централног комитета КП Југославије и један од организатора КПЈ у Црној Гори. Машановић је приведен у родном Цеклину и спроведен у Среско начелство, где је у канцеларији Среског начелства приликом покушаја хапшења тешко ранио писара Раду Бошковића, жандармеријског наредника Вицка Ковачевића и једног жандарма. Рањени Бошковић успео је да усмрти Машановића, а рањени жандармеријски наредник је истог дана преминуо.[9][10]

## Мај

#### 16. мај
- Политички секретеријат Извршног комитета Коминтерне усвојио је писмо Комунистичке партије Југославије (КПЈ), у коме је дата анализа делатности КПЈ у условима монархистичке диктатуре, истичу позитивне и негативне стране рада и на основу тога постављају задаци. Политички секретаријат Извршног комитета Коминтерне је на основу писма оценио да је политичка линија ЦК КПЈ, у условима диктаторског режима била пасивна, а оваква оцена донета је због опасности која КПЈ претила од десне фракције, предвођене Симом Марковићем, а такође су биле присутне и разне негативне тенденције од стране леве фракције.[9]

## Јун

#### 5. јун
- У Београду, у периоду од 5. до 7. јуна, полиција ухапсила већи број чланова и симпатизера КПЈ, међу којима су били — Анатол Миндеровић, Иван Грбић, Чедомир Миндеровић, Бранислав Ђурђев, Јован Гњатовић и др, као и бивши народни посланик КПЈ Љуба Радовановић. Они су оптужени за растурање брошуре Истина о фашистичком преврату у Југославији и летка Радничкој класи Југославије.[9]

## Јул

#### 13. јул
- У Монтевидеу, у Уругвају, од 13. до 30. јула, одржано прво Светско првенство у фудбалу, на коме је Репрезентација Југославије освојила треће место (најбољи пласман репрезентације на неком светском првенству). Један од играча репрезентације био је др Милутин Ивковић Милутинац, члан Комунистичке партије.

## Август

#### 14. август
- У Загребу у сукобу са полицијом страдали Јосип Колумбо (1905—1930), политички и Перо Поповић Ага (1905—1930), организациони секретар Централног комитета СКОЈ. Они су у парку Зеленгај упали у полицијску заседу, након чега су пружили отпор полицији. Колумбо је био тешко рањен, након чега је извршио самоубиство, док је Поповић пренет у Болницу милосрдних сестара, где је преминуо истог дана.[11][12][13]

#### 15. август
- У Москви, од 15. августа до 1. септембра, одржан Пети конгрес Црвене синдикалне интернационале, на коме су поднета два реферата — Светска економска борба и задаци револуционарног синдикалног покрета и Организациона питања револуционарног синдикалног покрета. Због политичке ситуације у Краљевини Југославији, Конгресу није присуствовао ниједан делегат револуционарних синдиката, пошто нису постојали сигурни канали за илегално пребацивање преко границе. Представник КП Југославије на Конгресу био је Ђуро Салај, као и Лаза Стефановић, који је био члан Извршног комитета Профинтерне (до Петог конгреса).[14]

#### У току августа
- Из штампе изашла књига Диктатура у Југославији, коју је издао Савез „Слободни Балкан”, а предговор написао Анри Барбис, књижевник и председник Савеза. Књига је садржала збирку докумената и чињеница о терористичким методама југословенске диктатуре над политичким противницима и то за годину и по дана од њеног увођења. Илустрована је фотографијама на којима се виде тела посланика ХСС убијених у Народној скупштини, јуна 1928. године; фотографијама Ђуре Ђаковића и Николе Хећимовића, убијених априла 1929. године; фотографијама Мије Орешког и Јанка Мишића убијених у Самобору, јула 1929; као и фотографијама Павла Маргановића, убијеног јула 1929; Владимира Нешића, убијеног августа 1929. и Брацана Брацановића, убијеног септембра 1929. године.[15]

## Септембар

#### 15. септембар
- У Мариборском затвору група политичких затвореника-комуниста, предвођена Родољубом Чолаковићем и Радетом Вујовићем, ступила у штрајк глађу. Политички затвореници захтевали су побољшање положаја у виду — премештања у заједничке ћелије, могућности куповине ствари за свој новац, боље хране и могућности примања хране од куће, осветљења и грејања ћелија, као и могућности пријема књига. Штрајк је трајао десет дана и донекле је побољшао положај политичких затвореника, који су били премештени у заједничке ћелије, добили нешто више књига, као и електрично осветљење до 20 часова.[16]

## Октобар

#### 15. октобар
- У Загребачкој полицији, после вишедневне полицијске тортуре, умро Риста Самарџић (1895—1930), члан Политбироа Централног комитета КП Југославије, који се у Југославију из Беча вратио у мају, а био ухапшен 10. августа у Загребу.[16]

| Јануар Фебруар Март Април Мај Јун Јул Август Септембар Октобар Новембар Децембар |